# Megasema crassipuncta
Megasema crassipuncta là một loài bướm đêm trong họ Noctuidae.